# یوهو پیرتیوکی
یوهو پیرتیوکی (فنلاندی: Juho Pirttijoki؛ زادهٔ ۳۰ ژوئیهٔ ۱۹۹۶) بازیکن فوتبال اهل فنلاند است.
وی همچنین در تیم‌های ملی فوتبال زیر ۲۱ سال فنلاند، و فنلاند بازی کرده‌است.